# Чемпионат СССР по лёгкой атлетике в помещении 1981
Чемпионат СССР по лёгкой атлетике в помещении 1981 года прошёл 6—8 февраля в Минске в манеже Дворца лёгкой атлетики КБВО. Белорусская столица в третий раз в истории принимала зимнее первенство страны. На протяжении 3 дней были разыграны 24 комплекта медалей.
Высокий результат показал чемпион в беге на 3000 метров Валерий Абрамов, опередивший соперников более чем на четыре секунды — 7.54,0.
Двукратной победительницей соревнований стала Тамара Сорокина, выигравшая дистанции 800 и 1500 метров.
Чемпионат СССР по многоборьям в помещении проводился отдельно 13—14 февраля 1981 года в Москве.

## Командное первенство
| Место | Команда        |
| ----- | -------------- |
| 1     | РСФСР          |
| 2     | Украинская ССР |
| 3     | Москва         |

## Медалисты

### Мужчины
| Дисциплина             | Золото                                    | Золото  | Серебро                                    | Серебро | Бронза                                     | Бронза  |
| ---------------------- | ----------------------------------------- | ------- | ------------------------------------------ | ------- | ------------------------------------------ | ------- |
| 60 м                   | Владимир Муравьёв Казахская ССР Караганда | 6,69    | Николай Сидоров Москва                     | 6,73    | Андрей Шляпников Москва                    | 6,73    |
| 300 м                  | Владимир Дёмин Белорусская ССР Гомель     | 34,27   | Виталий Федотов Туркменская ССР Чарджоу    | 34,30   | Владимир Муравьёв Казахская ССР Караганда  | 34,56   |
| 600 м                  | Валерий Логинов Москва                    | 1.19,8  | Владимир Шумских Узбекская ССР Ташкент     | 1.19,9  | Эдгар Ламба Латвийская ССР Екабпилс        | 1.20,0  |
| 800 м                  | Валерий Веселовский Ленинград             | 1.50,8  | Александр Костецкий РСФСР Улан-Удэ         | 1.51,4  | Николай Широков РСФСР Магнитогорск         | 1.51,6  |
| 1500 м                 | Сергей Астапенко Белорусская ССР Минск    | 3.44,5  | Павел Яковлев РСФСР Улан-Удэ               | 3.45,4  | Владимир Кальсин Казахская ССР Караганда   | 3.47,0  |
| 3000 м                 | Валерий Абрамов РСФСР Московская область  | 7.54,0  | Ромуальдас Саусайтис Литовская ССР Вильнюс | 7.58,2  | Виктор Чумаков Белорусская ССР Минск       | 7.59,5  |
| 2000 м с препятствиями | Борис Нестерук Молдавская ССР Кишинёв     | 5.29,3  | Пётр Чернюк Ленинград                      | 5.30,0  | Борис Прус Украинская ССР Киев             | 5.30,3  |
| 60 м с барьерами       | Степан Кузив Украинская ССР Львов         | 7,88    | Валерий Климов Узбекская ССР Ташкент       | 7,93    | Георгий Шабанов РСФСР Псков                | 7,98    |
| Прыжок в высоту        | Алексей Демьянюк Украинская ССР Львов     | 2,26 м  | Валерий Середа Азербайджанская ССР Баку    | 2,24 м  | Игорь Головач Белорусская ССР Витебск      | 2,21 м  |
| Прыжок с шестом        | Владимир Поляков Москва                   | 5,60 м  | Александр Крупский РСФСР Иркутск           | 5,60 м  | Виктор Спасов Украинская ССР Киев          | 5,50 м  |
| Прыжок в длину         | Владимир Цепелёв Литовская ССР Вильнюс    | 7,97 м  | Арвидас Сабонис Литовская ССР Вильнюс      | 7,91 м  | Юрий Самарин Украинская ССР Днепропетровск | 7,88 м  |
| Тройной прыжок         | Василий Грищенков Ленинград               | 17,01 м | Василий Исаев Ленинград                    | 16,52 м | Валерий Кузьменок Белорусская ССР Гомель   | 16,49 м |
| Толкание ядра          | Янис Боярс Латвийская ССР Стучка          | 19,63 м | Геннадий Михайлов Ленинград                | 19,43 м | Александр Борейко Белорусская ССР Минск    | 19,39 м |
| Ходьба на 10 000 м     | Николай Матвеев Белорусская ССР Минск     | 40.27,2 | Борис Савчук Украинская ССР Киев           | 40.36,6 | Марат Акопян РСФСР Сочи                    | 40.49,2 |

### Женщины
| Дисциплина       | Золото                                      | Золото  | Серебро                                       | Серебро | Бронза                               | Бронза  |
| ---------------- | ------------------------------------------- | ------- | --------------------------------------------- | ------- | ------------------------------------ | ------- |
| 60 м             | Ольга Короткова Москва                      | 7,23    | Ольга Золотарёва РСФСР Иркутск                | 7,33    | Наталья Бочина Ленинград             | 7,39    |
| 300 м            | Наталья Бочина Ленинград                    | 37,94   | Лилия Тузникова РСФСР Грозный                 | 38,23   | Ирина Баскакова Ленинград            | 38,66   |
| 600 м            | Анна Костецкая Литовская ССР Вильнюс        | 1.27,9  | Нина Ручаева РСФСР Свердловск                 | 1.28,4  | Людмила Ашихмина РСФСР Краснодар     | 1.28,9  |
| 800 м            | Тамара Сорокина РСФСР Челябинск             | 2.02,7  | Людмила Веселкова Ленинград                   | 2.02,8  | Нина Ручаева РСФСР Свердловск        | 2.04,3  |
| 1500 м           | Тамара Сорокина РСФСР Челябинск             | 4.09,6  | Любовь Смолка Украинская ССР Киев             | 4.10,3  | Валентина Ильиных РСФСР Свердловск   | 4.10,5  |
| 1500 м           | Тамара Сорокина РСФСР Челябинск             | 4.09,6  | Любовь Смолка Украинская ССР Киев             | 4.10,3  | Людмила Веселкова Ленинград          | 4.10,5  |
| 60 м с барьерами | Татьяна Анисимова Ленинград                 | 8,08    | Вера Тинькова Москва                          | 8,25    | Елена Бисерова Ленинград             | 8,32    |
| Прыжок в высоту  | Марина Серкова Ленинград                    | 1,91 м  | Ольга Бондаренко Украинская ССР Ворошиловград | 1,88 м  | Екатерина Рыжих РСФСР Омск           | 1,88 м  |
| Прыжок в длину   | Татьяна Скачко Украинская ССР Ворошиловград | 6,60 м  | Маргарита Буткене Литовская ССР Каунас        | 6,48 м  | Татьяна Проскурякова РСФСР Краснодар | 6,46 м  |
| Толкание ядра    | Нуну Абашидзе Украинская ССР Одесса         | 18,57 м | Нина Самсонова Москва                         | 18,36 м | Людмила Савина Москва                | 17,97 м |
| Ходьба на 5000 м | Ольга Чугунова РСФСР Чебоксары              | 24.04,4 | Полина Бизня Белорусская ССР Новополоцк       | 24.13,8 | Наталья Шарыпова РСФСР Новосибирск   | 24.15,8 |

## Чемпионат СССР по многоборьям
Чемпионы страны в многоборьях определились 13—14 февраля 1981 года в Москве в манеже ЛФК «ЦСКА» имени В. П. Куца. Екатерина Гордиенко установила новое всесоюзное достижение в женском шестиборье — 5672 очка.

### Мужчины
| Дисциплина | Золото                        | Золото           | Серебро                           | Серебро           | Бронза                       | Бронза           |
| ---------- | ----------------------------- | ---------------- | --------------------------------- | ----------------- | ---------------------------- | ---------------- |
| Семиборье* | Григорий Дегтярёв РСФСР Киров | 5753 очка (5904) | Виктор Грузенкин РСФСР Красноярск | 5670 очков (5832) | Николай Попцов РСФСР Иркутск | 5604 очка (5787) |

### Женщины
| Дисциплина  | Золото                                        | Золото           | Серебро                   | Серебро          | Бронза                      | Бронза           |
| ----------- | --------------------------------------------- | ---------------- | ------------------------- | ---------------- | --------------------------- | ---------------- |
| Шестиборье* | Екатерина Гордиенко Украинская ССР Кривой Рог | 5672 очка (5847) | Наталья Алёшина Ленинград | 5382 очка (5576) | Наталья Коротаева Ленинград | 5272 очка (5386) |

* Для определения победителя в соревнованиях многоборцев использовалась старая система начисления очков. Пересчёт с использованием современных таблиц перевода результатов в баллы приведён в скобках.